# Moranila baeusomorpha
Moranila baeusomorpha är en stekelart som först beskrevs av Girault 1915.  Moranila baeusomorpha ingår i släktet Moranila och familjen puppglanssteklar. Inga underarter finns listade i Catalogue of Life.